# محیط (فیلم ۱۹۲۷)
«محیط» (انگلیسی: Environment (1927 film)) فیلمی در ژانر درام است که در سال ۱۹۲۷ منتشر شد.